# Marcin Stryczyński
Marcin Piotr Stryczyński (ur. 31 stycznia 1947 w Brzegu) – polski samorządowiec, trzykrotnie prezydent Ciechanowa (1986–1990, 1994–1998 i 2000–2002).

## Życiorys
Syn Teodora i Stanisławy. Ukończył studia na Wydziale Elektrycznym Politechniki Warszawskiej, po czym pracował w ciechanowskim rejonie energetycznym. Od 1969 członek PZPR, w latach 80. zasiadał w komitecie miejskim i następnie również w komitecie wojewódzkim.
W trzech kadencjach pełnił obowiązki prezydenta Ciechanowa (w latach 1986–1990 i 1994–1998 i 2000–2002). W wyborach 2002 i 2006 bez powodzenia ubiegał się o reelekcję (w ostatnim przypadku z ramienia Obywatelskiego Komitetu Społecznego). Stał też na czele ciechanowskiej organizacji miejskiej Sojuszu Lewicy Demokratycznej. Był też radnym miejskim. W 2010 uzyskał mandat radnego powiatu ciechanowskiego, utrzymał go również w 2014 (startował wówczas także na prezydenta miasta, zajmując ostatnie, 4. miejsce). W 1997 został prezesem lokalnego Wodnego Ochotniczego Pogotowia Ratunkowego.
W 2002 odznaczony Krzyżem Kawalerskim Orderu Odrodzenia Polski.